# Пряма трансляція (фільм)
«Пряма трансляція» — радянський художній фільм 1989 року, режисерський дебют Олега Сафаралієва.

## Сюжет
Дія фільму відбувається протягом одного дня в березні 1985 року, коли по радіо і телебаченню йде пряма трансляція похорону генерального секретаря КПРС К. У. Черненка. Вулиці в центрі Москви порожні, кругом пости міліції та співробітники КДБ у цивільному, що стежать за порядком.
Добравшись до роботи, співробітник редакції Сергій Єрьомін шукає рукопис з повістю свого колишнього приятеля Павла Старикова. Про зміст повісті відомо лише, що її не можна було публікувати раніше з цензурних міркувань, однак зараз Єрьомін хоче зробити ще одну спробу, показавши рукопис на завтрашній нараді якійсь важливій людині. Але він не може знайти рукопис на роботі і йде спочатку до батька Старикова, а потім до своєї дружини Люсі, яка колись пішла від нього до Старикова, проте незабаром вони теж розлучилися. Ні батько Старикова, ні Люся не знають про місцезнаходження Старикова. Люся приєднується до Єрьоміна, і вдвох вони ходять по місту, відвідуючи знайомих, які можуть що-небудь знати про цю людину. У числі інших вони відвідують ще одного друга молодості Лебедя, у якого через траур був скасований захист кандидатської дисертації з розвитку принципів соцреалізму в прозі Брежнєва. Той згадує ще одну подругу Старикова, Шмельову, однак і вона вже місяць не бачила його. Єрьомін з Люсею відвідують також художника Майкла, представника радянського неофіційного мистецтва, і він згадує адресу котельні, де можуть знати про Старикова. Скрізь, куди заходять Єрьомін і Люся, люди або випивають з нагоди трауру, або проводяться офіційні церемонії, і всі намагаються зрозуміти, що ж тепер буде далі.
Поки Люся чекає зовні, Єрьомін розмовляє з чоловіками в котельні, і один з них віддає йому квитанцію, за якою в крематорії Єрьоміну видадуть урну з прахом Старикова. Вражений смертю колишнього друга і зрозумівши, що він запізнився, Єрьомін бере квитанцію. Останні кадри фільму йдуть з закадровою музикою військового маршу на Красній площі.

## У ролях
- Володимир Симонов —  Єрьомін
- Євгенія Симонова —  Люся
- Вадим Захарченко —  Владлен Петрович, батько Люсі
- Андрій Градов —  Лебедь
- Павло Бєлозьоров —  Борода, друг Єрьоміна
- Борис Іванов —  Альберт Григорович, головний редактор видавництва
- Тетяна Гаврилова —  Ніна Андріївна, співробітниця редакції
- Яна Поплавська — Олена, співробітниця редакції
- Олена Фіногєєва —  Шмельова
- Олександр Яцко —  Майкл
- Гліб Плаксін —  Фабріс, французький художник
- Лідія Савченко —  працівниця їдальні
- Раїса Куркіна —  мати Єрьоміна
- Микола Кузьмін —  старий, що копошиться в поштовій скриньці
- Ігор Санников —  ліліпут зі сну Сергія

## Знімальна група
- Режисер — Олег Сафаралієв
- Сценарист — Олена Райська
- Оператор — Юрій Любшин
- Художник — Леонід Свінціцький